# Bicornucythere bisanensis
Bicornucythere bisanensis is een mosselkreeftjessoort uit de familie van de Trachyleberididae. De wetenschappelijke naam van de soort is voor het eerst geldig gepubliceerd in 1975 door Okubo.